# 孫田秀春
孫田秀春（日语：／ Sonda Hideharu，1886年3月13日—1976年11月10日），日本山形縣人，勞動法、民法學者。
孫田秀春為東京帝國大學法學博士，曾經赴德、法等國留學，歷任东京商科大学教授、日本大学法文学院教授暨院长、東洋音樂學校校長等職。

## 生平
孫田秀春，明治19年（1886年）3月13日生於日本山形縣。1907年進入第一高等學校就讀德國法學科，隨後升讀東京帝國大學法科大學院德國法學科，在1915年畢業。高中時，將本名「今朝次」（けさじ）改為「秀春」，大學時並與民法學者我妻榮的姊姊結婚。
大學畢業後，孫田秀春在岩手縣廳、朝鮮銀行等處工作過，負責辦理眾議院議員選舉暨當選無效業務、滿洲產業經濟政策研究等業務。1919年獲文部省選派赴歐留學，到法國、瑞士、德國等地學習、研究法律。1923年返國後，至东京商科大学（今一橋大學）任教，隔年出版《勞動法總論》一書。1930年以《勞動契約法論》論文，獲得東京帝國大學法學博士學位。
1937年，任文部省教學局教學官，但因所採學說立基於天皇機關說，不被軍部所喜，萌生辭意，也因而罹患狹心症。隔年獲准請辭養病。1940年回到學術界，至私立上智大学商学院任教民法，並擔任商學院院長。惟因就任前不久，上智大學學生在軍訓課赴靖國神社參拜時拒絕「捧槍」，很快就被迫辭職。孫田秀春乃應日本大學之邀，出任該校法文學院教授，任教民法及勞動法，並在1943年接任法文學院院長。此一期間，亦兼任東洋音樂學校校長（1941年），登錄律師名簿並成為東京律師會會員（1942年）。
戰後，回到日本大學任教，但因編撰《國體本義解說大成》，遭到教職、公職追放。追放解除後，1951年接任勞動法懇談會會長，1953年接受私立專修大學之聘，至該校法學院講授勞動法。1965年退休後，獲日本勞動法學會名譽會員榮銜。1967年，授勳二等瑞寶章。昭和51年（1976年）11月10日逝世，享年九十。

## 家庭
孫田秀春的妻子孫田千代（孫田ちよ）是我妻榮的姊姊，兩人的長女孫田杜美子嫁給富樫總一，三女杜代子為平野亮一郎（篠原英太郎之甥、平野次郎之父）的繼妻。